# Félicité Niyitegeka
Félicité Niyitegeka (1934 - 21 de abril de 1994), fue una ciudadana religiosa originaria de Vumbi, Butare de etnia hutu,  conocida para salvar al menos a 16 tutsi de ser muertos a tiros por la milicia Interahamwe.
Durante el Genocidio de Ruanda , Niyitegeka fue la cabeza del Centro Saint Pierre, un hogar de caridad bajo la diócesis católica de Nyundo al distrito de Rubavu (Gisenyi). Niyitegeka sobornó a un soldado con una cantidad de dinero para que permitiera cruzar al vecino Zaire varios objetivos a matar. Inicialmente, la milicia hutu temía asaltar el Centro Saint Pierre porque Niyitegeka tenía un hermano que era un oficial superior en el ejército (FAR). Pero su hermano, el coronel Alphonse Nzungize, se enteró de esto y envió a sus escoltas a su hermana para advertirle que no intentara resistir los ataques de Interahamwe en el centro. Le advirtió que pronto la matarían si seguía refugiándose y defendiendo los tutsis. Incluso la animaron a abandonarlos y huir. Pero ella se negó, entregando a los emisarios de vuelta un mensaje para decirle a su hermano que no debería estar preocupado por ella:

Mi hermano más querido,Gracias por querer ayudarme. Preferiría morir que abandonar las cuarenta y tres personas de las que soy responsable. Rogamos por nosotros para que podamos venir a Dios. Decimos "adiós" a nuestra madre ya nuestro hermano. Cuando esté con Dios, rezaré por vosotros. Cuídate. Gracias por pensar en mí. Si Dios nos salva, como esperamos, nos veremos mañana. Tu hermana, Félicité Niyitegeka.

Al borde del lago Kivu en Gisenyi, lugar de donde partían los botes con tutsis para cruzar la frontera hacia el entonces Zaire, en el centro del lago.
La milicia, en vista de la resistencia de los religiosos a dejar abandonados los refugiados, llevó a todos a un campo de exterminio. Por el camino se les dio la oportunidad de bajar de los vehículos y salvar sus vidas, pero se negaron a abandonar los protegidos. Allí fueron asesinados todos, salvo un superviviente que se hizo pasar por muerto, que reconoció el cadáver de Félicité. Al día siguiente su hermano Nzungize buscó su cuerpo entre el montón de la fosa común y lo enterraron en una fosa individual. 
Al recopilar la lista de los Héroes Nacionales, las autoridades encontraron que su valentía durante toda su vida le otorgaron un lugar en la lista. Fue consagrada como heroína nacional. Así lo dictó una decisión de la reunión del Gobierno celebrada el 12 de septiembre de 2011.